# Forever Now
Forever Now är ett musikalbum av The Psychedelic Furs lanserat 1982 på Columbia Records. Det var gruppens tredje studioalbum och producerades av Todd Rundgren. De europeiska och de amerikanska versionerna av albumet skiljde sig avsevärt både vad gällde omslag och låtlistor. Båda versioner innehöll dock gruppens hitsingel "Love My Way".

## Låtlista
Europeisk version:
1. "President Gas" – 5:09
2. "Love My Way" – 3:26
3. "Run and Run" – 3:43
4. "Merry-Go-Round" – 3:44
5. "Sleep Comes Down" – 3:43
6. "Forever Now" – 5:25
7. "Danger" – 2:32
8. "You and I" – 4:15
9. "Goodbye" – 3:47
10. "No Easy Street" – 3:54

Amerikansk version:
1. "Forever Now" – 5:35
2. "Love My Way" – 3:33
3. "Goodbye" – 3:55
4. "Only You and I" – 4:24
5. "Sleep Comes Down" – 3:51
6. "President Gas" – 5:35
7. "Run and Run" – 3:48
8. "Danger" – 2:37
9. "No Easy Street" – 4:04
10. "Yes I Do" – 3:54

## Listplaceringar
- Billboard 200, USA: #61[1]
- UK Albums Chart, Storbritannien: #20[2]
- Topplistan, Sverige: #35[3]
- Nya Zeeland: #4[4]